# أسجارد – مجموعة الأمن الألمانية
أسجارد – مجموعة الأمن الألمانية (تأسست في عام 2007) هي شركة عسكرية ألمانية خاصة .
في مايو 2010، حصلت شركة أسجارد على عقد مع السياسي الصومالي أحمد جلاديد عبد النور درمان ، مما أثار الجدل في ألمانيا. وبحسب المتحدثين باسم المعهد الألماني للشؤون الدولية والأمنية ومعهد دوسلدورف للسياسة الخارجية والأمنية، فإن دارمان لاعب غير مهم سياسياً في الصومال، وقد يتغير نفوذه السياسي بشكل كبير إذا حصل على حماية مسلحة. أثارت حقيقة أن أكثر من مائة جندي ألماني سابق سيبدأون في لعب دور في السياسة الصومالية نقاشًا في البرلمان الألماني (البوندستاغ) . وتحدث الساسة عن "السقوط من النعمة"، ولكن يبدو أنه لا يوجد الكثير مما يمكن فعله، حيث أهملت الحكومة الألمانية لسنوات وضع القواعد الخاصة بالشركات العسكرية الخاصة.
في يونيو 2010، كتب رئيس جمعية الاحتياطي في الجيش الألماني ، الرائد جيرارد هوفر ، رسالة إلى مدير آسجارد توماس كالتيجارتنر وطلب منه الاستقالة من الجمعية. كالتيجارتنر هو رقيب أول في الاحتياطي.

## الأدب
- ديرك لابس : أعداء الرأي العام بالزي الرسمي. كيف تعمل الحقوق المتشددة على تقويض مؤسساتنا ؟ ناشري كتب أولشتاين، برلين 2021، ISBN 978-3-430-21032-4

## روابط خارجية
- Asgaard-gsg.de ، الصفحة الرئيسية الرسمية
- Söldner werden – mithilfe des Staates. Umschulung wird subventioniert .